# Yas
Yas ( /jɑːs/), a veces escrito Yass, es una jerga coloquial equivalente al uso emocionado o festivo de la interjección inglesa "yes!" (en español, ¡si!), que conlleva asociaciones culturales LGBT. Yas se agregó al Diccionario Oxford en 2017 y se definió como una forma de exclamación "que expresa gran placer o emoción". Yas fue definido por Scout Durwood de Oxygen como "un 'yes' más enfático a menudo combinado con 'queen'". Alternativamente, Yas se puede escribir con cualquier número de A y S para aumentar el grado de emoción o agregar más énfasis. En otras palabras, la exclamación suele aparecer en la forma "Yas, queen!" y a veces "yaasss!"

## Historia del término
El primer uso de la ortografía yas citado en el Diccionario Oxford es de la obra de teatro Spleen de George Colman el Viejo en 1776:

Rubrick. We'll go in, and prepare the advertisement. Machoof. Yas, we mun invastigate its axcellent faculties
Rubrick. Entraremos y prepararemos el anuncio. Machoof. Si, debemos invadir sus excelentes facultades

Sin embargo, este uso no es el de la jerga moderna. De manera similar, yass fue utilizado por el personaje Dean Moriarty (basado en Neal Cassady ) en la novela On the Road de Jack Kerouac de 1957.
Yas fue utilizado por artistas musicales de la era Ragtime como Blind Boy Fuller en sus canciones «Throw Your Yas Yas Back in Jail» lanzadas en 1936 y «Get Your Yas Yas Out» en 1938.
Yas, con su significado actualmente popular y varias variantes ortográficas, tiene sus raíces en la cultura ball de finales de los años 1980, una subcultura LGBT predominantemente negra y latina en los Estados Unidos, y fue adoptada por la comunidad LGBT/queer más amplia en los años 1990, permaneciendo actual en el presente. El término fue utilizado durante actuaciones de drag queens, como expresión de aliento y apoyo, y puede escucharse (pronunciado [jæːs]) en el documental de 1990 Paris is burning, que narra la cultura ball de la ciudad de Nueva York.
La expresión entró en el léxico del público general en la década de 2010 después de ser utilizada por un fan de Lady Gaga que expresó su admiración por la apariencia de la cantante en un video viral, y por Ilana Glazer en Broad City (pronunciada [jɑːs] y [jʌs]). En 2016, yas había provocado un debate sobre si su uso por parte de personas no racializadas o no LGBT constituía una apropiación cultural.
En 2021, el término "yass pills" (traducido como pastillas de yass) comenzó a surgir. Aunque inicialmente no tenía significado, a menudo se usa para referirse a las píldoras de valerato de estradiol que toman las personas trans para inducir la pubertad femenina. El meme se origina en una publicación viral de Twitter que incluye una imagen del personaje de Padre de familia, Lois Griffin, junto a varias pastillas azules con la leyenda "yass pills". El cartel original afirma que les llegó en un sueño.
El verbo yassify fue acuñado en 2021 como parte de un meme de Internet. "Yasificar" una imagen es aplicar filtros de belleza basados en IA en un grado extremo, con resultados divertidos. La yasificación de imágenes se convirtió en un meme en Twitter y otras redes sociales, particularmente cuando se aplica a temas incongruentes como obras de arte históricas o un fotograma de la actriz Toni Collette gritando en la película de terror Hereditary.